# Xã Center, Quận Vernon, Missouri
Xã Center (tiếng Anh: Center Township) là một xã thuộc quận Vernon, tiểu bang Missouri, Hoa Kỳ. Năm 2010, dân số của xã này là 9.664 người.